# نهف منتن
نهف سام أو نهف منتن أو شجرة الذبين (الاسم العلمي: Flueggea virosa)، هو نوع نبات من جنس النهف وفصيلة الأملجية. وهي شجرة صغيرة أو شجيرة متساقطة الأوراق يصل إرتفاعها من 1–4.5 (–6) أمتار. جذعها بني رمادي، أملس، خشن أو متشقق. أفرعها حمراء. الأوراق رهيفة،
متبادلة، معنقة، كاملة الحافة، بيضاوية أو إهليليجية أو شبه كروية، يتراوح طولها من 2 إلى 5 سم وعرضها من 1.5 إلى 2 سم. الأزهار وحيدة الجنس صغيرة، ثنائية المسكن، صفراء مخضرة لها رائحة زكية، الأزهار عديدة تتجمع في نورات إبطية. الثمار لبية مستديرة بيضاء اللون.
مواطنها في في جميع أنحاء أفريقيا الاستوائية مدغشقر والجزيرة العربية ومن الهند شرقاً إلى اليابان وإندونيسيا. توجد أيضًا في أستراليا وغينيا الجديدة.